# Free Me (album)
Free Me è il secondo album solista della cantante britannica Emma Bunton, pubblicato il 9 febbraio 2004 dall'etichetta discografica Polydor in Regno Unito.
Successivamente è stato pubblicato in differenti zone del mondo dalle etichette Universal e 19 Recordings.

## Descrizione
È un album che si ispira fortemente alle sonorità e allo stile della musica pop anni sessanta e influenzato dalle melodie di Burt Bacharach, Dusty Springfield, Sandie Shaw e della Motown Records. Recensito egregiamente dalle più prestigiose riviste specializzate inglesi, il disco ha riscontrato un ottimo successo di pubblico entrando nella hit parade in settima posizione e vendendo 33 000 copie nella prima settimana di pubblicazione, per un totale di 141 000 copie nella sola Inghilterra. Grazie a questi risultati, al momento, Emma Bunton è l'unica delle Spice Girls ad aver venduto nella sua patria più dischi con il secondo album che con quello di debutto solista. Disco d'oro in Regno Unito (141 000).
L'album contiene 12 tracce, di cui undici firmate da Emma con produttori del calibro di: Mike Peden, Yak Bondy (S Club 7, Lucie Silvas), Cathy Dennis (Kylie Minogue) e Henry Binns del duo Zero 7. È presente anche un duetto con il cantante portoricano Luis Fonsi nel brano Amazing.
Per il mercato inglese sono stati estratti quattro singoli: Free Me (pubblicato nella primavera 2003, numero cinque nel Regno Unito), Maybe (ottobre 2003, numero sei in Regno Unito), I'll Be There (febbraio 2004, numero sette in Regno Unito) e Crickets Sing for Anamaria (giugno 2004, numero quindici in Regno Unito).
Dato il successo ottenuto in patria, il disco viene pubblicato nel resto d'Europa con Maybe come singolo di lancio: il brano è stato uno dei più trasmessi dalle radio europee nel corso dell'estate 2004
Nell'autunno successivo, i remix di Free Me e Maybe conquistano le vette delle classifiche dance statunitensi e l'album viene pubblicato anche in Stati Uniti, diventando il primo album da solista di una Spice Girls pubblicato negli Stati Uniti. Con una buona promozione e le ottime critiche, il cd entra nella Billboard 200 alla posizione 183.

## Tracce
1. Free Me – 4:27 (Emma Bunton, Helene Muddiman, Michael Peden)
2. Maybe – 3:43 (Yak Bondy, Emma Bunton)
3. I'll Be There – 3:24 (Emma Bunton, Helene Muddiman, Michael Peden)
4. Tomorrow – 3:56 (Yak Bondy, Emma Bunton)
5. Breathing – 4:03 (Henry Binns, Emma Bunton, Yoyo Olugbo)
6. Crickets Sing for Anamaria – 2:46 (Ray Gilbert, Marcos Valle)
7. No Sign of Life – 3:38 (Simon Ellis, Stephen Lee)
8. Who the Hell Are You – 3:19 (Emma Bunton, Nigel Butler, Ray Hedges)
9. Lay Your Love on Me – 3:25 (Emma Bunton, Cathy Dennis)
10. Amazing (feat. Luis Fonsi) – 4:06 (Emma Bunton, Helene Muddiman, Nina Marander, Michael Peden)
11. You Are – 3:46 (Emma Bunton, Tim Lever, Mike Percy)
12. Something So Beautiful – 3:44 (Emma Bunton, Peter Lewinson, Steve Lewinson)

Edizione statunitense
1. Free Me (Dr. Octavo Seduction Remix) – 3:38 (Emma Bunton, Helene Muddiman, Michael Peden)
2. Free Me (Full Intention Freed Up Remix) – 4:01 (Emma Bunton, Helene Muddiman, Michael Peden)

## Classifiche
| Classifica (2004/2005)         | Posizione |
| ------------------------------ | --------- |
| UK Albums Chart                | 7         |
| U.S. Billboard Top Heatseekers | 30        |

## Dettagli di pubblicazione
| Paese       | Data              | Etichetta         | Formati | Catalogo |
| ----------- | ----------------- | ----------------- | ------- | -------- |
| Regno Unito | 9 febbraio 2004   | Universal Records | CD      | 9866158  |
| Australia   | 19 luglio 2004    | Universal Records | CD      | 9866158  |
| Brasile     | 20 settembre 2004 | Universal Records | CD      |          |
| Germania    | 21 gennaio 2005   | Universal Records | CD      |          |
| Stati Uniti | 25 gennaio 2005   | 19 Recordings     | CD      | 19R01-2  |